# Egypt, Arkansas
Egypt là một thị trấn thuộc quận Craighead, tiểu bang Arkansas, Hoa Kỳ. Năm 2010, dân số của thị trấn này là 112 người.

## Dân số
- Dân số năm 2000: 101 người.
- Dân số năm 2010: 112 người.